# 9月15日
9月15日（くがつじゅうごにち）は、グレゴリオ暦で年始から258日目（閏年では259日目）にあたり、年末まであと107日ある。

## できごと

世界初の鉄道、リバプール・アンド・マンチェスター鉄道(1830)開通。

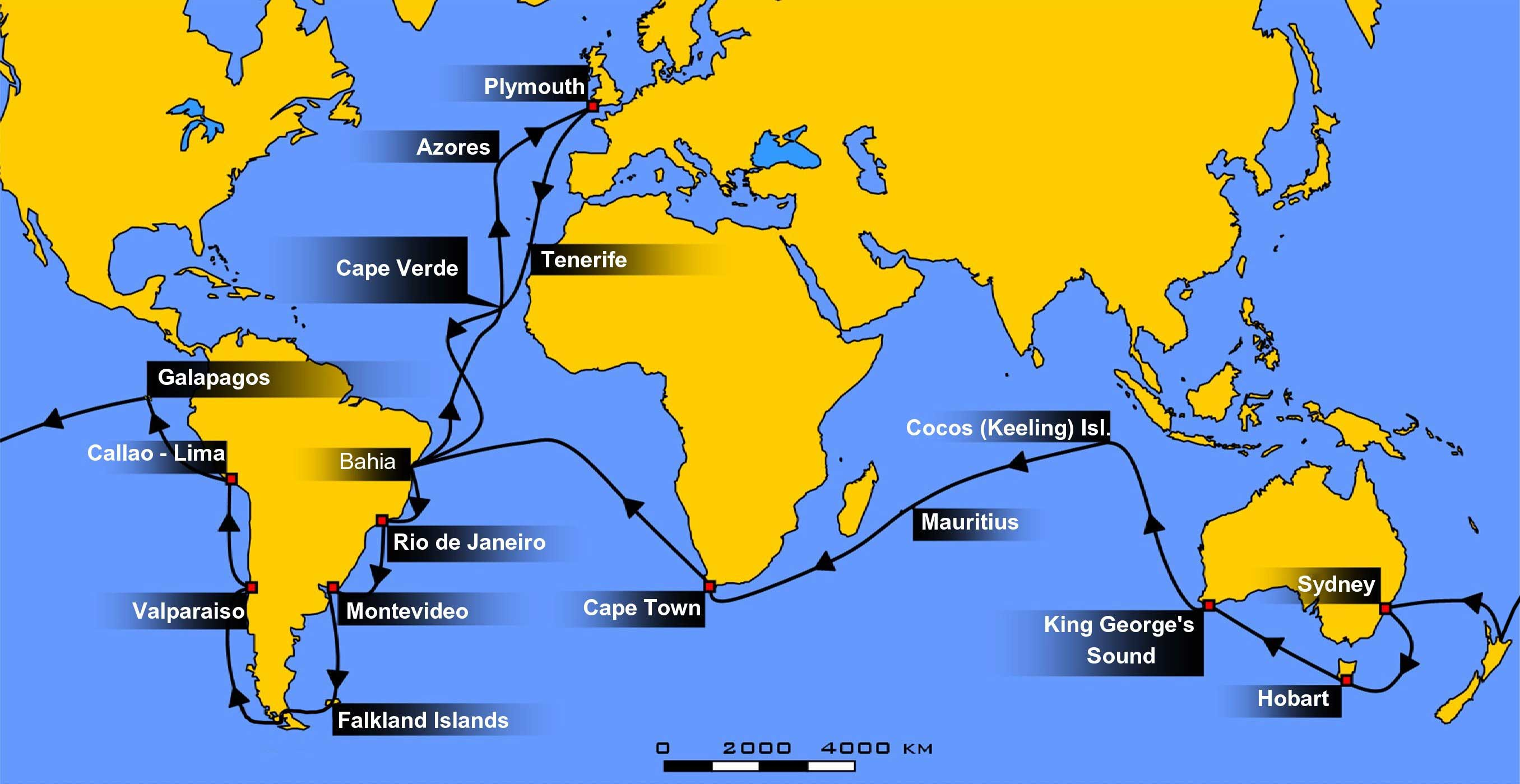
チャールズ・ダーウィン、ガラパゴス島に到着(1835)

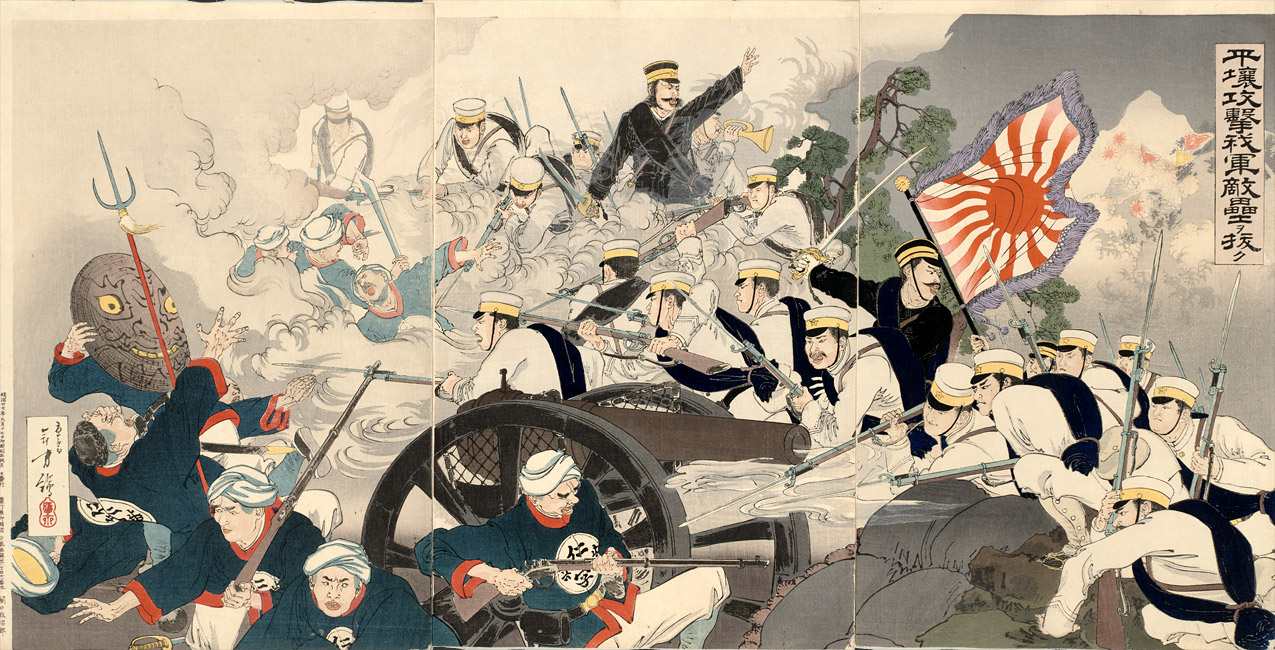
日清戦争、平壌の戦い(1894)

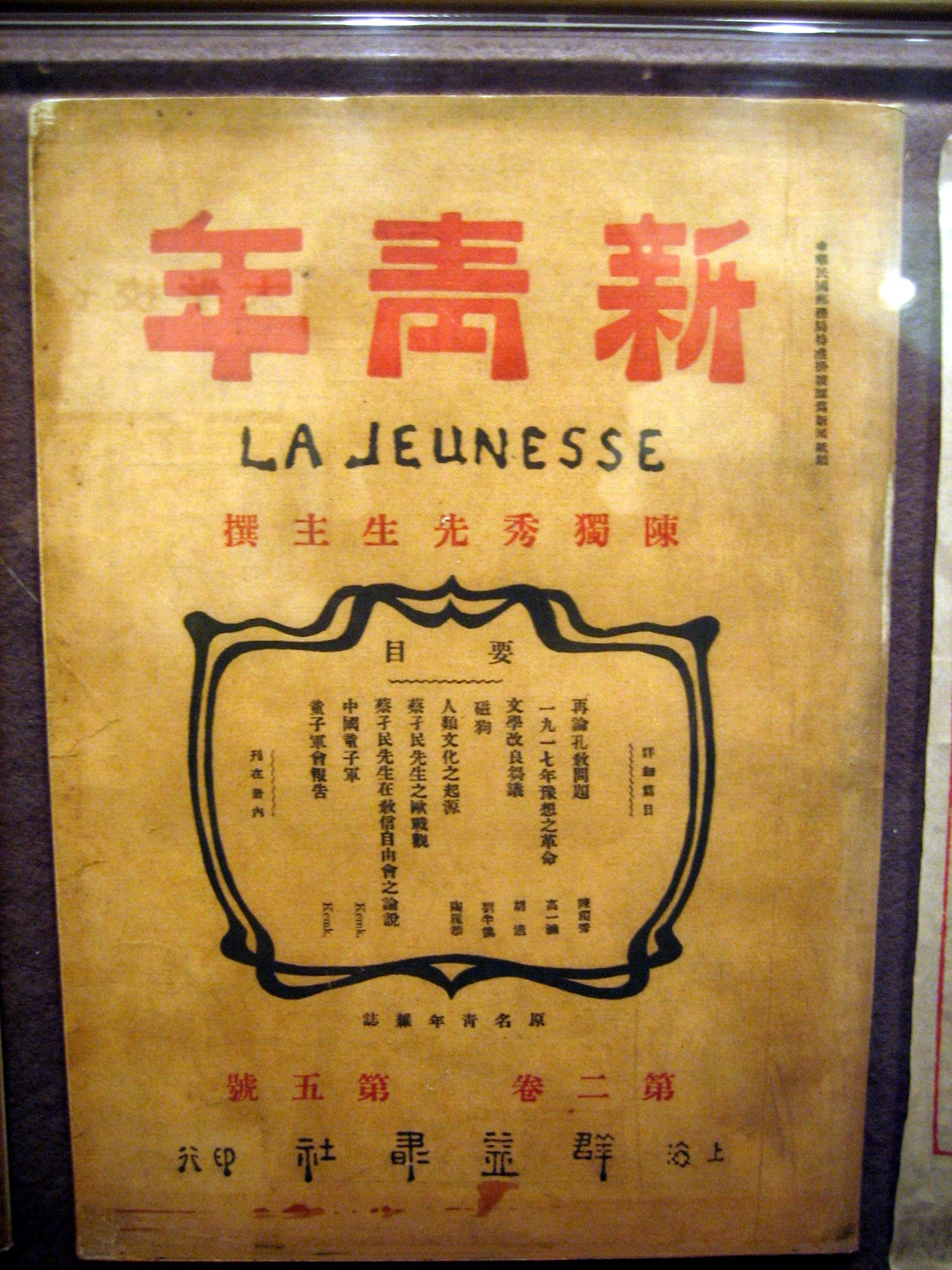
中華民国の新文化運動の中心となる雑誌『新青年』創刊(1915)。創刊時の名称は『青年雑誌』、画像は改名後のもの。

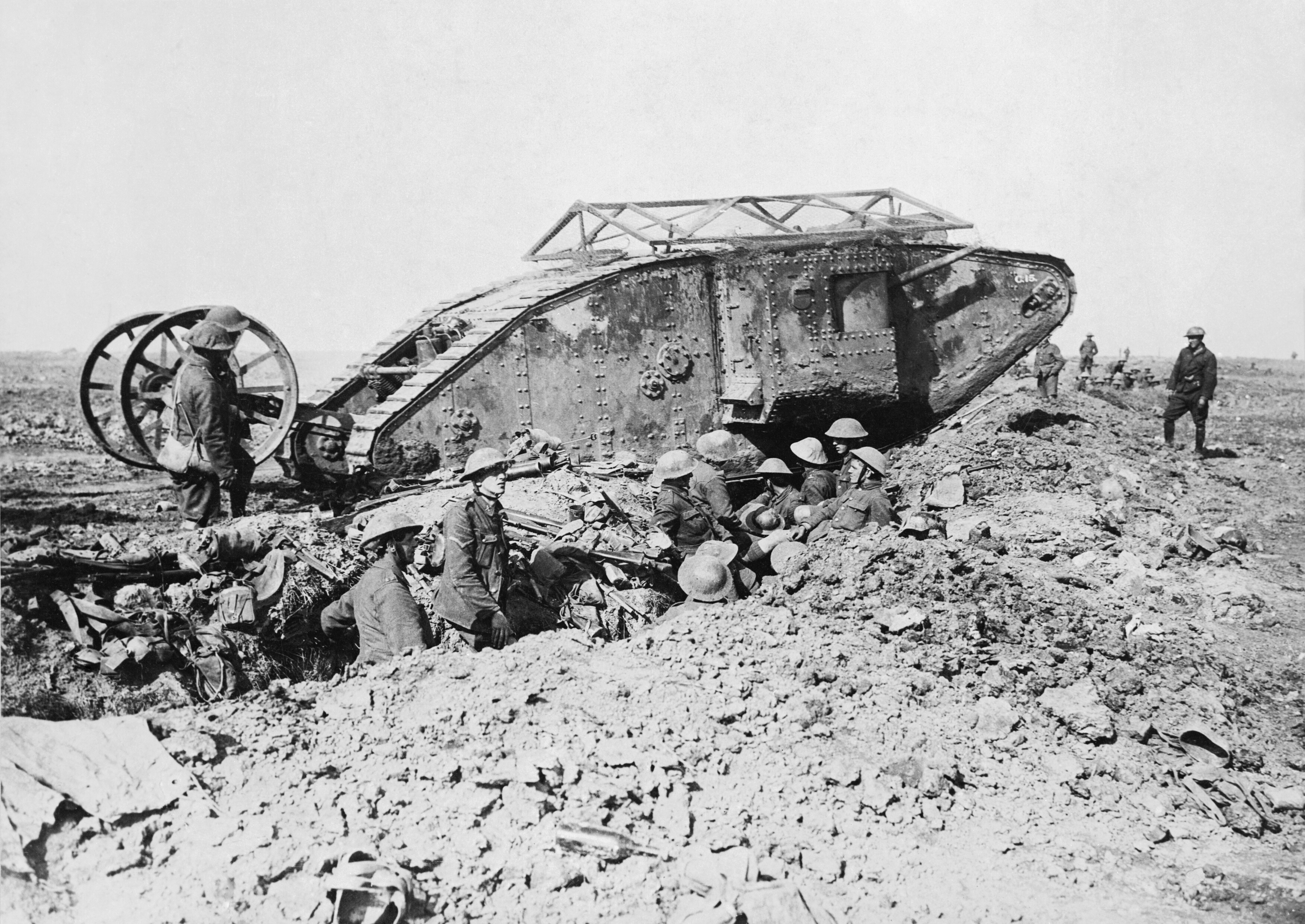
第一次世界大戦・ソンムの戦いで史上初の戦車が投入される(1916)

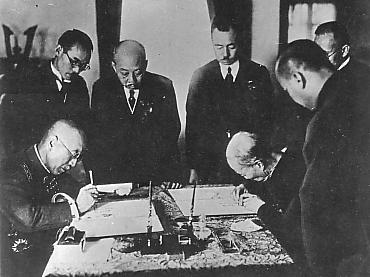
日満議定書調印(1932)、日本が満州国を承認。

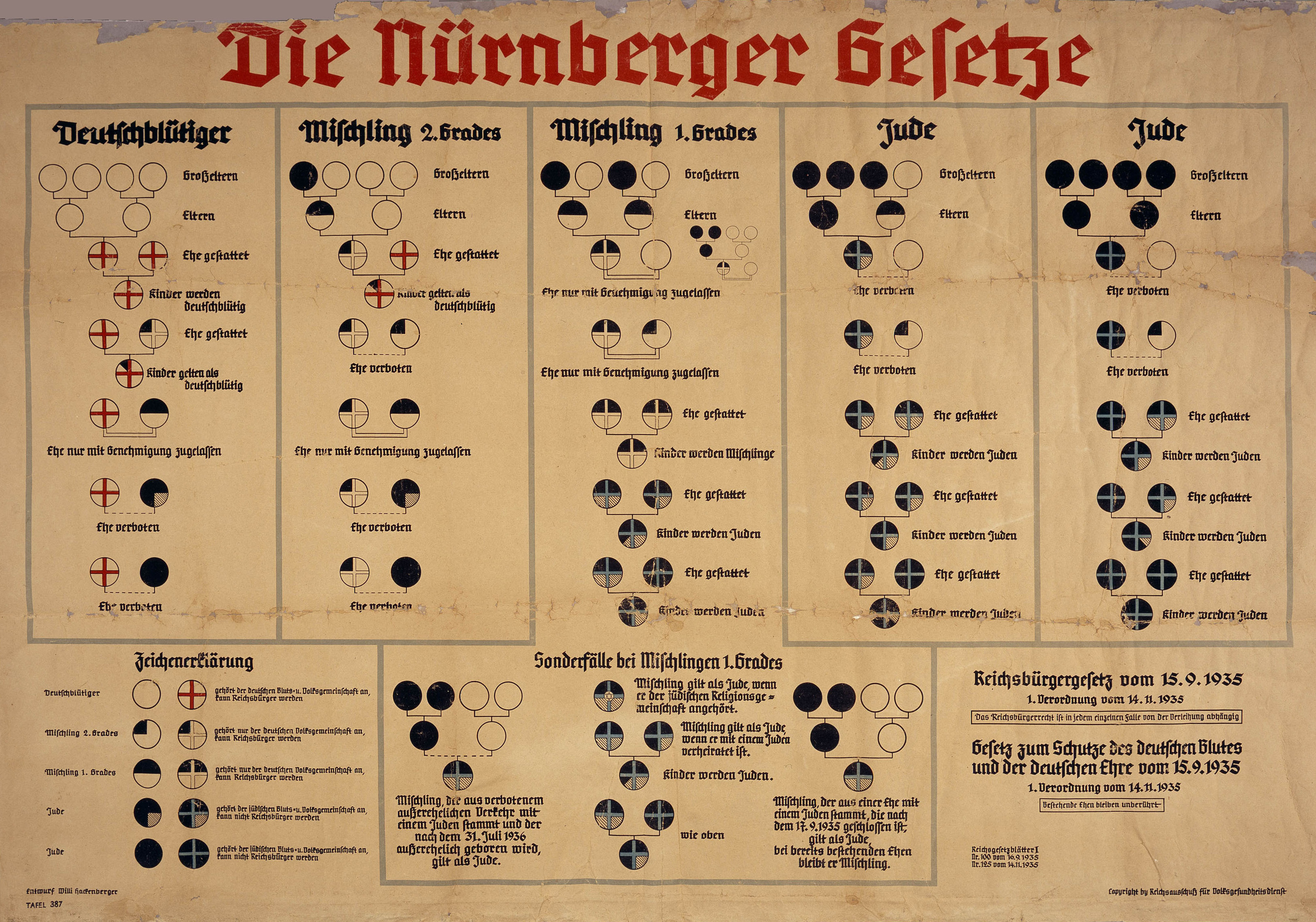
ナチス・ドイツ、ユダヤ人を定義し市民権を否定するニュルンベルク法を制定(1935)。曽祖父にユダヤ教徒（画像の黒丸）を3人以上持つとユダヤ人とされる。

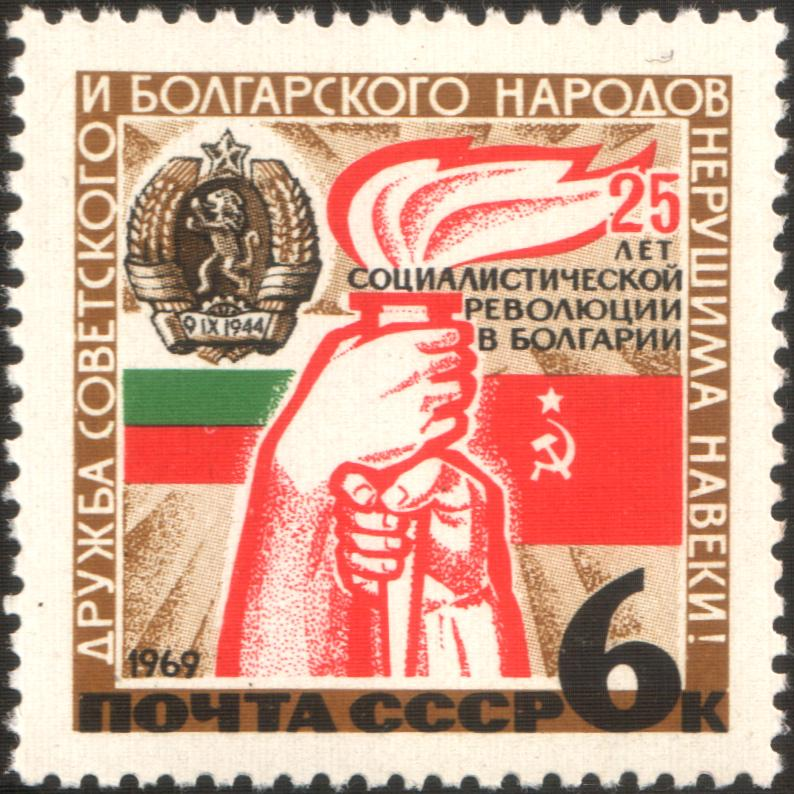
ブルガリア人民共和国成立(1946)。1990年まで存続。画像は社会主義革命25年を記念するソ連の切手。

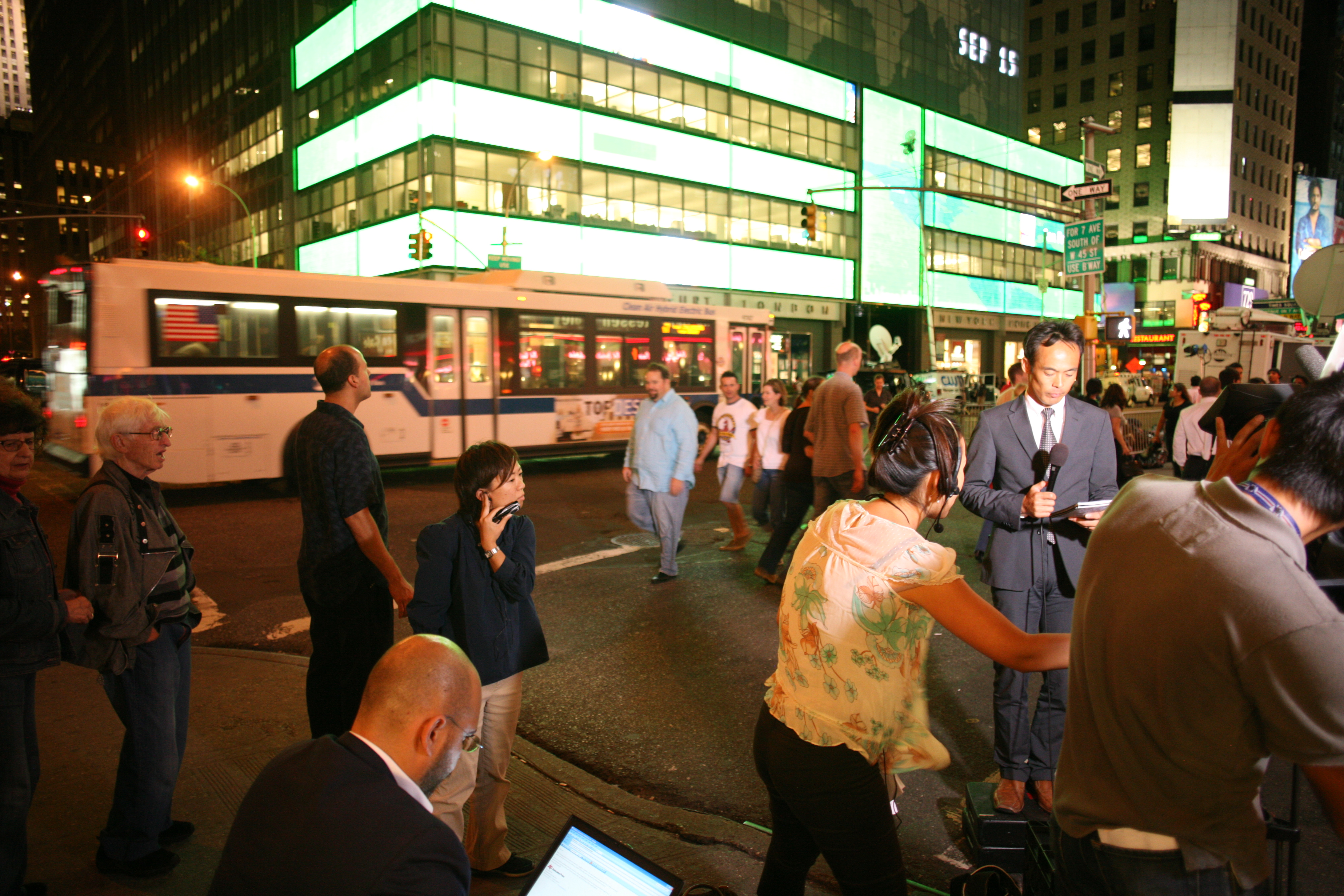
米国の投資銀行リーマン・ブラザーズが倒産し、リーマン・ショック到来(2008)。画像は当日の本社前。

- 668年 - 東ローマ皇帝コンスタンス2世が暗殺される。
- 995年 - アラブ・東ローマ戦争: オロンテスの戦い（英語版）。
- 1440年 - ジル・ド・レが逮捕されナント宗教裁判所へ出頭。
- 1590年 - ウルバヌス7世がローマ教皇に選出される（在位13日で死去。在位期間が史上最短の教皇）。
- 1655年 - ピーチ戦争（英語版）。
- 1762年 - フレンチ・インディアン戦争の最後の戦闘となるシグナルヒルの戦いが行われる。
- 1776年 - アメリカ独立戦争: キップス湾の上陸戦。
- 1789年 - アメリカ合衆国外務省が国務省に改称され、内政の任務が割り当てられる。
- 1794年 - フランス革命戦争・第一次対仏大同盟戦争（英語版）: ボクステルの戦い（英語版）。
- 1820年 - リスボンで立憲革命開始。（ポルトガルの歴史を参照）
- 1821年 - コスタリカ、グアテマラ、ホンジュラス、ニカラグア、エルサルバドルがそれぞれスペインからの独立を宣言。
- 1830年 - イギリスでリバプール・アンド・マンチェスター鉄道が開通。開通式典で世界初の鉄道死亡事故が発生。
- 1835年 - 英国海軍の調査船ビーグル号による世界探検の途上、チャールズ・ダーウィンがガラパゴス諸島に到達。
- 1843年 - ギリシャ王国で憲法制定を求めるクーデター。
- 1862年 - 南北戦争: 南軍がバージニア州ハーパーズフェリー（現在のウェストバージニア州ハーパーズフェリー）を占領 。
- 1867年 - ミラノにヴィットーリオ・エマヌエーレ2世のガッレリアが一般公開される。
- 1868年（慶応4年7月29日） - 戊辰戦争 二本松の戦い: 二本松城が落城する。
- 1873年 - 普仏戦争における賠償金の支払い完了を受けドイツ軍がフランスを去る。
- 1879年 - 藤田組贋札事件。大阪の実業家・藤田伝三郎らが紙幤贋造の容疑で逮捕。同年12月に無罪放免となる。
- 1894年 - 日清戦争: 平壌の戦い。
- 1900年 - 伊藤博文らが立憲政友会を結成。
- 1915年 - 上海で雑誌『新青年』が創刊される。
- 1915年 - 継続営業されているオーストラリア最古の映画館であるザ・ニュー・エンパイアー・シネマがニューサウスウェールズ州にオープン。
- 1916年 - 第一次世界大戦・ソンムの戦い: イギリス軍が史上初めて戦車を実戦に投入。
- 1918年 - 第一次世界大戦: ドブロ・ポールの戦い（英語版）。
- 1924年 - 中華民国の直隷派と奉天派の間で第二次奉直戦争が勃発。
- 1929年 - 鉄道省が特別急行列車に初めて列車愛称（富士・櫻）をつける。
- 1931年 - イギリス海軍大西洋艦隊の水兵が、給与削減に抗議してストライキを起こす。（インヴァーゴードン反乱）。
- 1932年 - 日満議定書調印。日本国が満州国を承認。
- 1932年 - 撫順襲撃事件。
- 1935年 - ナチス・ドイツが、ユダヤ人の定義を規定しその市民権を否定するニュルンベルク法を制定。
- 1935年 - ハーケンクロイツ旗が正式にドイツの国旗とされる。
- 1936年 - 東武鉄道新栃木駅構内で、電車と貨物列車が正面衝突。運転手・乗客など6人が死亡、5人が重傷を負った[1]。
- 1938年 - 鉄道省の指導により、食堂車・駅構内食堂を運営していた6社の共同出資による日本食堂株式会社が設立。
- 1940年 - 第二次世界大戦: バトル・オブ・ブリテンがイギリスの勝利に終わる。
- 1942年 - 第二次世界大戦: アメリカ海軍の航空母艦ワスプ (CV-7)がガダルカナル島攻防戦において日本海軍の伊19（潜水艦長木梨鷹一海軍少佐）の魚雷攻撃を受けて沈没。
- 1942年 - 青森市で大火。328戸（211棟）が焼失[2]。
- 1944年 - 第二次世界大戦・マリアナ・パラオ諸島の戦い: ペリリューの戦い。
- 1944年 - 第二次世界大戦: ナンシー解放。
- 1945年 - 文部省が戦後教育の基本方針「新日本建設ノ教育方針」を発表。
- 1945年 - 『日米会話手帳』が発刊。年末までの3か月間で360万部を売る大ベストセラーとなる。
- 1945年 - GHQにより明治神宮野球場、競技場が接収される（1952年まで）[3]
- 1946年 - ブルガリア人民共和国が成立する。
- 1947年 - カスリーン台風が関東地方に襲来。利根川・荒川の堤防が決壊して大水害となる。
- 1948年 - F-86戦闘機が時速1,080キロの速度を記録する。
- 1949年 - 国鉄でダイヤ改正。1943年から運行を中止していた特急列車が東京 - 大阪の「へいわ」として運行再開。
- 1949年 - コンラート・アデナウアーが西ドイツ首相に就任する。
- 1950年 - 朝鮮戦争: 仁川上陸作戦。国連軍がソウルを奪還。
- 1951年 - 中央社会福祉協議会が初の全国規模の「としよりの日」を実施。
- 1952年 - アメリカ占領下の沖縄でよかろう亭殺人事件発生。
- 1952年 - エチオピア・エリトリア連邦成立。
- 1953年 - 東京電力下船渡発電所のトンネル工事現場で落盤が発生。13人が生き埋めとなり、うち12人が死亡[4]。
- 1954年 - 中華人民共和国で第1回全国人民代表大会がはじまる。
- 1958年 - 朝日麦酒（現在のアサヒビール）が日本初の缶ビールを発売。
- 1959年 - ニキータ・フルシチョフがソビエト連邦の指導者としてはじめてアメリカ合衆国を訪問。
- 1961年 - ハリケーン・カーラがテキサス州に上陸。死者43名。
- 1963年 - ベン・ベラがアルジェリアの初代大統領に就任。
- 1963年 - 16番街バプテスト教会爆破事件。公民権運動の拠点となっていたアメリカ合衆国アラバマ州バーミングハムの教会をクー・クラックス・クランが爆破。少女4人が犠牲に、14人から22人が負傷。
- 1972年 - スカンジナビア航空130便ハイジャック事件（英語版）。
- 1973年 - カール16世グスタフがスウェーデン王に即位。
- 1973年 - 国鉄が東京の中央線快速列車にシルバーシートを設置。
- 1974年 - エア・ベトナム706便ハイジャック事件。ダナン発サイゴン行のエア・ベトナム機がハイジャックされるが、着陸中に墜落しハイジャック犯を含めた75人全員死亡。
- 1978年 - モハメド・アリがレオン・スピンクスを破りWBA世界ヘビー級王座を奪回（3度目の返り咲き・この後王座返上）。
- 1981年 - バヌアツが国連に加盟。
- 1982年 - 『USAトゥデイ』紙が創刊される。
- 1982年 - エフエム北海道（Air-G）開局。
- 1983年 - イスラエル首相メナヘム・ベギンが大統領に辞表を提出し、政界を引退。
- 1995年 - DVDの統一規格が完成。
- 1995年 - マレーシア航空2133便着陸失敗事故
- 2000年 - 第27回夏季オリンピック、シドニー大会開催。10月1日まで。
- 2001年 - ドイツ・ラウジッツリンクで行われたCART第16戦にておこった事故によりアレッサンドロ・ザナルディが両足を膝上で切除。
- 2003年 - 阪神タイガースが18年ぶりにリーグ優勝。
- 2005年 - ハイウェイカードが販売終了。
- 2006年 - 最高裁判所が特別抗告を棄却し、麻原彰晃（松本智津夫）の死刑が確定。
- 2008年 - リーマン・ショック: アメリカの投資銀行大手、リーマン・ブラザーズが連邦倒産法第11章の適用を申請し倒産。
- 2011年 - 韓国において、最大でほぼ同国全土の約162万世帯に及ぶ大規模な停電が発生[5]。
- 2013年 - 東京ヤクルトスワローズのウラディミール・バレンティンが日本プロ野球のシーズン新記録となる56本塁打、アジア新記録となる57本塁打を放つ[6]。
- 2014年 - マイクロソフトがMojang Studiosを25億ドルで買収（現地時間）。
- 2015年 - マルコム・ターンブルがオーストラリア第29代首相になる。
- 2017年 - 土星探査機カッシーニが土星の大気圏に突入[7]。
- 2018年 - 最後のデルタIIによるICESat-2の打ち上げが行われ、デルタIIの運用が終了。
- 2020年 - Bahrain–Israel normalization agreement: バーレーンとイスラエルの国交が正常化。
- 2020年 - 旧・立憲民主党を中心に旧・国民民主党などに所属する議員が合流し、新たな立憲民主党が結党。

## 誕生日

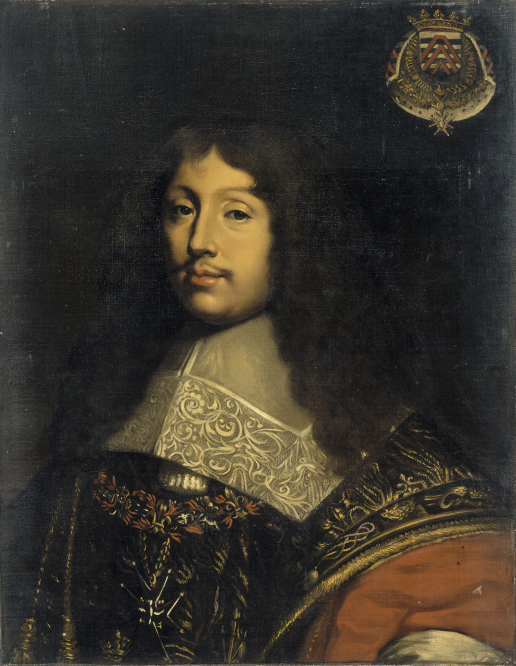
モラリスト、ラ・ロシュフコー(1613-1680)誕生。

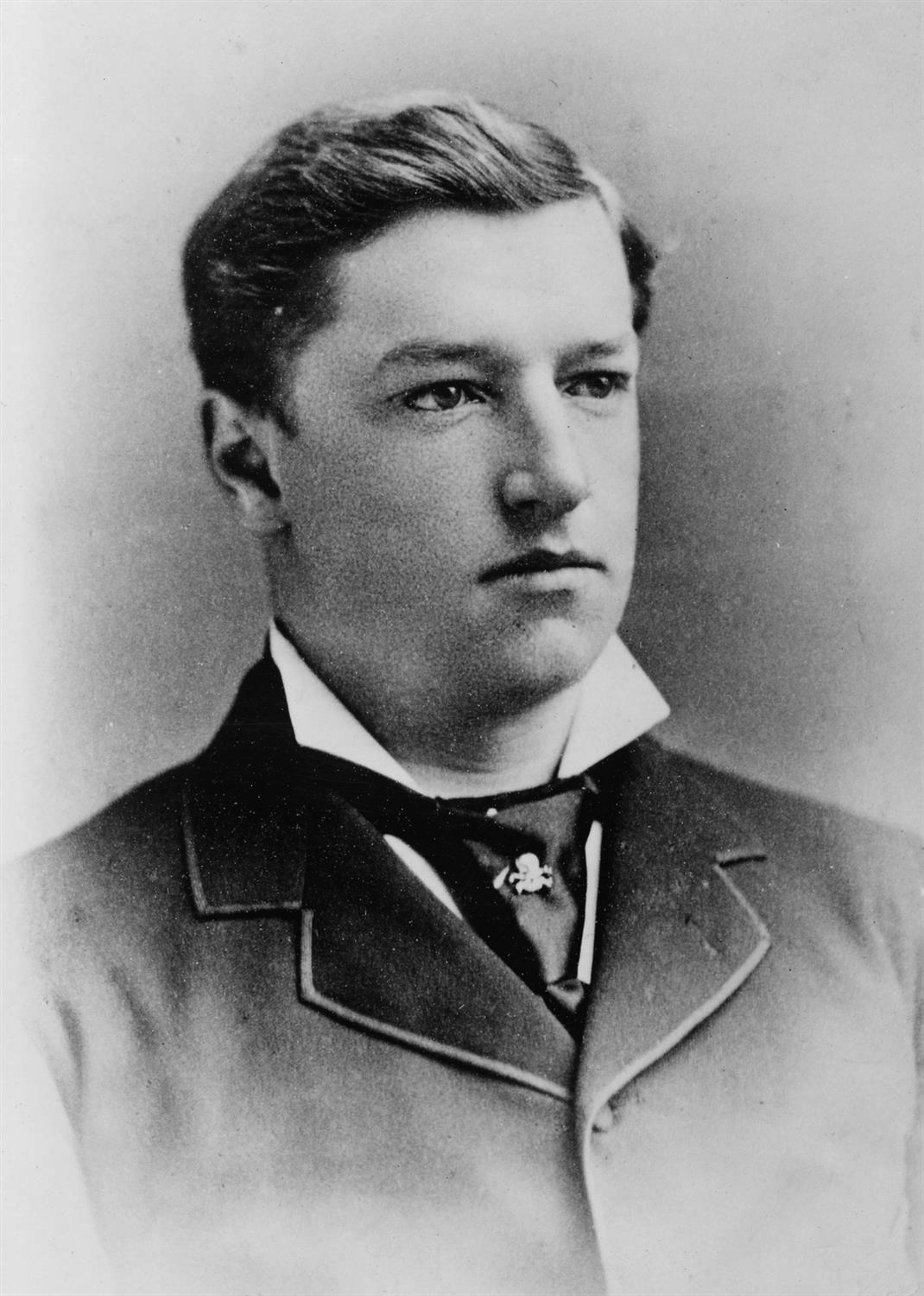
アメリカ合衆国第27代大統領、ウィリアム・タフト(1857-1930)誕生。

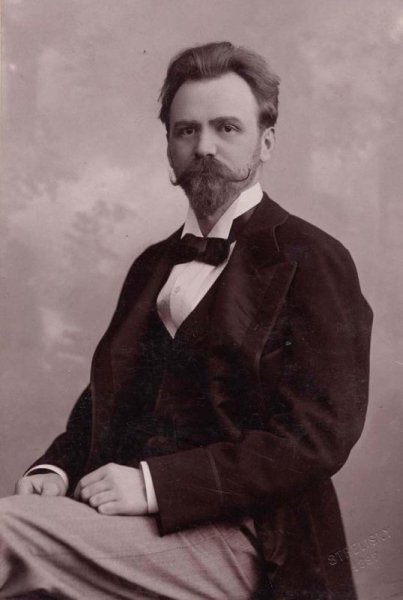
ヴァイオリニスト、イェネー・フバイ(1858-1937)誕生。

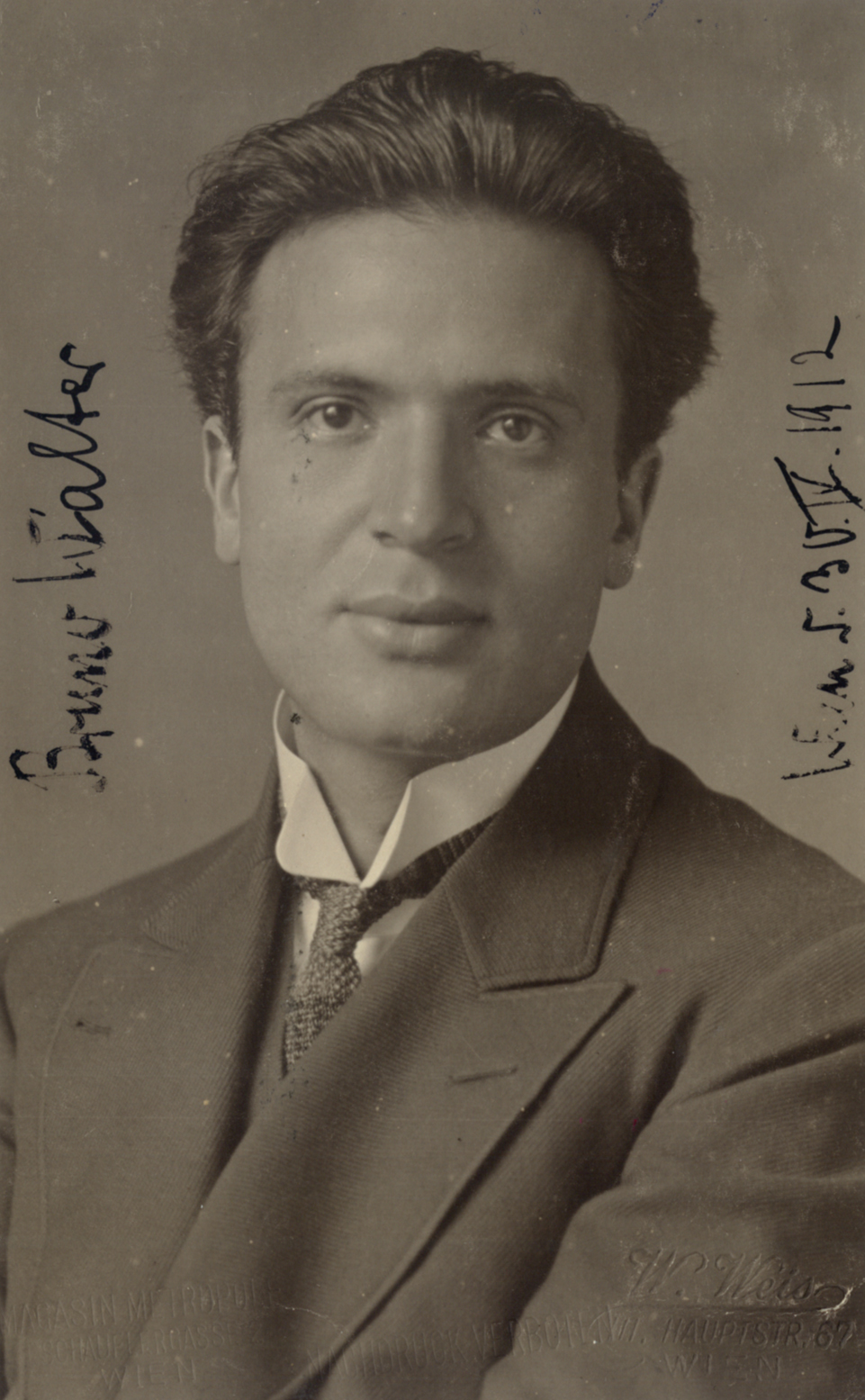
指揮者・ピアニスト、ブルーノ・ワルター(1876-1962)誕生。

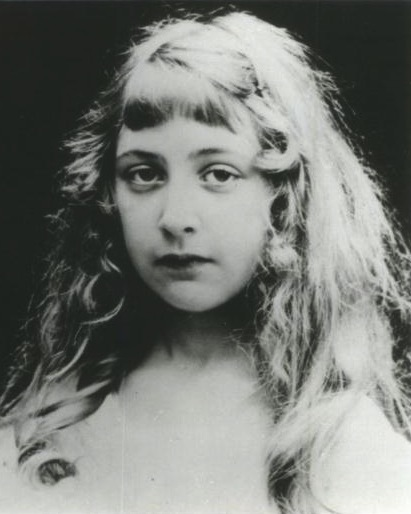
推理作家、アガサ・クリスティ(1890-1976)誕生。画像は少女のころのアガサ。

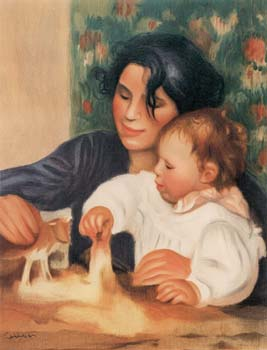
映画監督ジャン・ルノワール(右; 1894-1979)誕生。画像は父ピエール＝オーギュスト・ルノワール画。

| 我々の美徳は、殆どの場合、偽装した悪徳に過ぎない。――『箴言集』 |

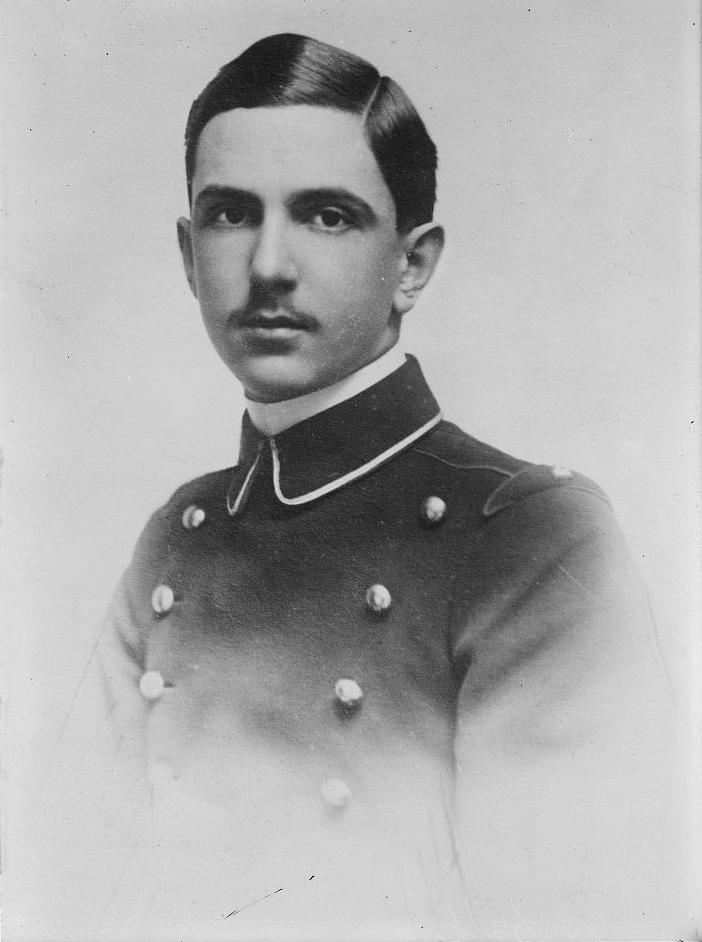
イタリア王国最後の国王、ウンベルト2世(1904-1983)誕生。

- 767年（神護景雲元年8月18日、766年説もある） - 最澄、仏教僧（+ 822年）
- 1461年 - ヤコポ・サルヴィアーティ（英語版）、政治家（+ 1553年）
- 1533年 - カタリーナ・フォン・エスターライヒ、神聖ローマ皇帝フェルディナント1世と皇后アンナの五女（+ 1572年）
- 1592年 - ジョヴァンニ・バッティスタ・リヌッチーニ（英語版）、大司教・法学者（+ 1653年）
- 1603年（慶長8年8月10日） - 徳川頼房[8]、徳川家康十一男、水戸徳川家始祖（+ 1661年）
- 1613年 - フランソワ・ド・ラ・ロシュフコー、モラリスト文学者（+ 1680年）
- 1613年（慶長18年8月1日） - 有馬康純、大名、日向延岡藩2代藩主（+ 1692年）
- 1649年 - タイタス・オーツ（英語版）、司祭（+ 1705年）
- 1666年 - ゾフィー・ドロテア・フォン・ブラウンシュヴァイク＝リューネブルク（+ 1726年）
- 1715年 - ジャン＝バティスト・ヴァケット・ド・グリボーバル、フランス王国の砲兵士官（+ 1789年）
- 1736年 - ジャン＝シルヴァン・バイイ、天文学者（+ 1789年）
- 1739年 - フアン・デ・ヴィジャヌエヴァ（英語版）、建築家（+ 1811年）
- 1759年 - コルネリオ・サアベドラ、政治家・軍人（+ 1829年）
- 1760年 - ボギスラフ・フリードリヒ・エマニュエル・フォン・タウエンツィエン（英語版）、軍人（+ 1824年）
- 1765年 - マヌエル・マリア・バルボサ・デュ・ボカージュ（英語版）、詩人（+ 1805年）
- 1787年 - アンリ・デュフール、軍人、政治家、都市計画家（+ 1875年）
- 1789年 - ジェイムズ・フェニモア・クーパー、作家（+ 1851年）
- 1796年 - ヘルマン・アーダム・フォン・カンプ、教育学者、作家、作詞家（+ 1867年）
- 1803年 - オクタヴィウス・モーガン（英語版）、政治家（+ 1888年）
- 1808年 - ジョン・ハットン・バルフォア、植物学者（+ 1884年）
- 1815年 - ハルフダン・シェルルフ、作曲家（+ 1868年）
- 1823年 - イメーヌエル・ラースン、画家（+ 1859年）
- 1830年 - ポルフィリオ・ディアス、政治家、メキシコ大統領（+ 1915年）
- 1857年 - ウィリアム・タフト、第27代アメリカ合衆国大統領（+ 1930年）
- 1857年 - アンナ・ウィンロック（英語版）、天文学者（+ 1904年）
- 1858年 - イェネー・フバイ、ヴァイオリニスト、作曲家（+ 1937年）
- 1858年 - シャルル・ド・フーコー、神父、探検家、地理学者（+ 1916年）
- 1860年 - モークシャグンダム・ヴィシュヴェーシュヴァライヤ、マイソール藩王国の大臣（ディーワーン）（+ 1960年）
- 1863年 - ホレイショ・パーカー、作曲家（+ 1919年）
- 1864年 - 杉山茂丸、政治活動家（+ 1935年）
- 1864年 - ジギスムント・フォン・プロイセン、プロイセン王子（+ 1866年）
- 1867年 - 持地六三郎、官僚（+ 1923年）
- 1870年 - ルートヴィヒ・ガストン・フォン・ザクセン＝コーブルク・ウント・ゴータ（+ 1942年）
- 1876年 - ブルーノ・ワルター、指揮者（+ 1962年）
- 1876年 - ニック・アルトロック、プロ野球選手（+ 1965年）
- 1877年 - 山崎今朝弥、弁護士（+ 1954年）
- 1879年 - ジョセフ・ライオンズ（英語版）、オーストラリア首相（+ 1939年）
- 1884年 - 前田房之助、政治家（+ 1965年）
- 1881年 - エットーレ・ブガッティ、実業家、技術者、デザイナー（+ 1947年）
- 1883年 - エステバン・テラダス・イ・イリャ、数学者（+ 1950年）
- 1886年 - ポール・ピエール・レヴィ、数学者（+ 1971年）
- 1888年 - アントニオ・アスカリ（英語版）、レーサー（+ 1925年）
- 1890年 - アガサ・クリスティ、推理作家（+ 1976年）
- 1890年 - フランク・マルタン、作曲家（+ 1974年）
- 1892年 - シン・ピーラシー、彫刻家（+ 1962年）
- 1894年 - ジャン・ルノワール、映画監督（+ 1979年）
- 1894年 - オスカル・クライン、理論物理学者（+ 1977年）
- 1895年 - ヴァルター・シュピース、画家（+ 1942年）
- 1896年 - 土光敏夫、実業家、第4代経団連会長（+ 1988年）
- 1896年 - 村山槐多、洋画家（+ 1919年）
- 1897年 - クルト・ダリューゲ、政治家、秩序警察長官、ナチス親衛隊上級大将（+ 1946年）
- 1902年 - 山本礼三郎、俳優（+ 1964年）
- 1903年 - 小杉義男、俳優（+ 1968年）
- 1903年 - ロイ・エイカフ、カントリー歌手、フィドラー（+ 1992年）
- 1903年 - イスラエル・クリスタル、世界男性最高齢者（+ 2017年）
- 1904年 - ウンベルト2世、イタリア王国最後の国王（+ 1983年）
- 1904年 - セルゲイ・ユトケーヴィッチ、映画監督（+ 1984年）
- 1904年 - シーラ・グレアム、コラムニスト（+ 1988年）
- 1905年 - パトリック・オキャラハン、ハンマー投の選手（+ 1991年）
- 1906年 - ジャック・ベッケル、映画監督（+ 1960年）
- 1907年 - フェイ・レイ、女優（+ 2004年）
- 1908年 - ペニー・シングルトン（英語版）、女優（+ 2003年）
- 1910年 - ベティ・ニールズ、看護師、作家（+ 2001年）
- 1911年 - サイラス・ホーガン、ブルース歌手、ギタリスト（+ 1994年）
- 1912年 - 成田知巳、政治家、社会党委員長（+ 1979年）
- 1913年 - ジョン・N・ミッチェル、第67代アメリカ合衆国司法長官（+ 1988年）
- 1913年 - ヨハネス・シュタインホフ、軍人（+ 1994年）
- 1914年 - レオ・ベラネック、音響学研究者 (+ 2016年）
- 1914年 - アドルフォ・ビオイ＝カサーレス、作家（+ 1999年）
- 1914年 - クレイトン・エイブラムス、軍人（+ 1974年）
- 1914年 - オルハン・ケマル（英語版）、作家（+ 1970年）
- 1914年 - ロバート・マックロスキー、絵本作家（+ 2003年）
- 1915年 - 鯨岡兵輔、政治家（+ 2003年）
- 1916年 - マーガレット・ロックウッド、女優（+ 1990年）
- 1916年 - フレデリック・ウェイアンド、軍人（+ 2010年）
- 1917年 - バディ・ジャネット、バスケ選手（+ 1998年）
- 1917年 - ヒルデ・ギューデン、ソプラノ歌手（+ 1988年）
- 1918年 - アルフレッド・チャンドラー、経営史学者（+ 2007年）
- 1918年 - マーゴット・ロヨラ（英語版）、歌手（+ 2015年）
- 1919年 - ファウスト・コッピ、自転車プロロードレース選手（+ 1960年）
- 1919年 - ゲヴォルク・サラジャン、作曲家、ピアニスト、音楽教育者（+ 1986年）
- 1919年 - Heda Margolius Kovály、作家（+ 2010年）
- 1920年 - 田中徳三、映画監督（+ 2007年）
- 1920年 - ノロドム・カントール（英語版）、カンボジア首相（+ 1976年）
- 1922年 - ジャッキー・クーパー、映画監督、俳優（+ 2011年）
- 1922年 - ボブ・アンダーソン、フェンサー（+ 2012年）
- 1922年 - メアリー・ソームズ（英語版）、作家（+ 2014年）
- 1923年 - 築地米三郎、特撮監督、プロデューサー（+ 2012年）
- 1923年 - アントン・ハイラー（英語版）、オルガニスト（+ 1979年）
- 1924年 - ジェルジ・ラザール（英語版）、政治家、第50代ハンガリー首相（+ 2014年）
- 1924年 - Mordechai Tzipori、政治家（+ 2017年）
- 1925年 - 阿部保夫、クラシックギター奏者（+ 1999年）
- 1925年 - エリカ・ケート（英語版）、ソプラノ歌手（+ 1989年）
- 1925年 - カルロ・ランバルディ、視覚効果アーティスト（+ 2012年）
- 1925年 - 梁克弼、政治家、実業家（+ 2004年）
- 1926年 - ジャン＝ピエール・セール、数学者
- 1926年 - 今村昌平、映画監督、脚本家（+ 2006年）
- 1927年 - 小宮山重四郎、衆議院議員（+ 1994年）
- 1927年 - ルドルフ・アンダーソン、軍人（+ 1962年）
- 1928年 - キャノンボール・アダレイ、ジャズアルトサックス奏者（+ 1975年）
- 1928年 - ヘンリー・シルヴァ、俳優
- 1929年 - マレー・ゲルマン、物理学者（+ 2019年）
- 1929年 - 山本鉱太郎、作家
- 1929年 - ウイルバー・スナイダー、プロレスラー（+ 1991年）
- 1929年 - ジョン・ジュリアス・ノーウィッチ（英語版）、歴史家（+ 2018年）
- 1929年 - ムムターズ・ソイサル（英語版）、政治家、トルコ外務大臣（+ 2019年）
- 1930年 - 平野拓夫、官僚、清華大学名誉教授
- 1930年 - エンデル・リップマー（英語版）、物理学者（+ 2015年）
- 1932年 - ネイル・バートレット（英語版）、化学者（+ 2008年）
- 1933年 - ラファエル・フリューベック・デ・ブルゴス、指揮者（+ 2014年）
- 1933年 - 大辻秀夫、元プロ野球選手
- 1933年 - ヘンリー・ダロウ（英語版）、俳優（+ 2021年）
- 1934年 - 的場順三、元官僚
- 1934年 - 大木護、元プロ野球選手
- 1934年 - 中沢健次、元政治家（+ 2019年）
- 1935年 - 丘さとみ、女優（+ 2024年）
- 1936年 - 小田部羊一、アニメーター
- 1936年 - 石黒靖尋、実業家、ホーマック創業者（+ 2011年）
- 1936年 - アシュレー・クーパー、テニス選手（+ 2020年）
- 1937年 - ロバート・ルーカス、経済学者（+ 2023年）
- 1937年 - フェルナンド・デ・ラ・ルア、政治家、アルゼンチン大統領（+ 2019年）
- 1937年 - キング・イヤウケア、プロレスラー（+ 2010年）
- 1938年 - 福島勝、日本中央競馬会調教師
- 1938年 - ゲイロード・ペリー、元プロ野球選手（+ 2022年）
- 1939年 - 豊嶋三千春、シテ方金剛流能楽師
- 1939年 - スブラマニアン・スワミー（英語版）、インド法務大臣
- 1940年 - ノーマン・スピンラッド、SF作家
- 1940年 - クリス・メンゲス、映画監督
- 1940年 - マーリン・オルセン、アメリカンフットボール選手、俳優（+ 2010年）
- 1941年 - ユーリ・ノルシュテイン、アニメーション作家
- 1941年 - アルベルト・フローリアーン、サッカー選手（+ 2011年）
- 1941年 - ミロスワフ・ヘルマシェフスキ、宇宙飛行士（+ 2022年）
- 1941年 - ヴィクトル・ズプコフ、第8代ロシア連邦首相、ロシア連邦第一副首相
- 1942年 - 温家宝、政治家、中華人民共和国第6代国務院総理
- 1942年 - クセニア・ミリチェビッチ（英語版）、画家
- 1943年 - 池辺晋一郎、作曲家
- 1944年 - 境直行、元騎手、元調教師
- 1945年 - ジェシー・ノーマン、ソプラノ歌手（+ 2019年）
- 1945年 - カルメン・マウラ、女優
- 1945年 - ロン・シェルトン、映画監督、脚本家
- 1945年 - ハンス＝ゲルト・ペテリング、第27代欧州議会議長
- 1946年 - トミー・リー・ジョーンズ、俳優
- 1946年 - オリバー・ストーン、映画監督
- 1946年 - ハワード・ウォルドロップ、SF作家（+ 2024年）
- 1947年 - セオドア・ロング、プロレス関係者
- 1948年 - 河田潤一、政治学者
- 1948年 - 大信田礼子、女優、歌手
- 1948年 - 片岡護、シェフ、レストラン経営者
- 1949年 - 藤野真紀子、料理研究家、政治家
- 1949年 - ジョー・バートン（英語版）、政治家
- 1950年 - デイヴ・ヒルトン、元プロ野球選手（+ 2017年）
- 1951年 - 大石静、脚本家
- 1951年 - 入江道生、元プロ野球選手
- 1951年 - ヨハン・ニースケンス、サッカー選手（+ 2024年）
- 1951年 - ピート・キャロル、アメリカンフットボールコーチ
- 1951年 - アレクサンドル・ニコラエヴィチ・ミハイロフ、政治家（+ 2020年）
- 1952年 - 中島久之、俳優
- 1953年 - 竹下景子、女優
- 1953年 - 小林まさひろ、タレント（ザ・ハンダース）（+ 2016年）
- 1953年 - アドリアン・アドニス、プロレスラー（+ 1988年）
- 1955年 - 金光興二、元野球選手、アマチュア野球指導者
- 1955年 - 徳田敦子、バドミントン選手
- 1955年 - ジェリカ・アントゥノヴィッチ（英語版）、第9代クロアチア国防大臣
- 1955年 - レンツォ・ロッソ、ファッションブランド・ディーゼルの創業者
- 1956年 - ジョン・パセラ、元プロ野球選手
- 1956年 - マギー・ライリー、ミュージシャン
- 1956年 - ネッド・ローゼンバーグ、ミュージシャン
- 1957年 - パヴェウ・パヴリコフスキ、映画監督
- 1957年 - 猪野薫、実業家
- 1958年 - ウェンディ・ジョー・スパーバー、女優（+ 2005年）
- 1959年 - 宮原芽映、シンガーソングライター、作詞家、エッセイスト
- 1959年 - 平池三記、ラグビー指導者
- 1959年 - 清水善三、元俳優、タレント
- 1959年 - アンドレアス・エシュバッハ、SF作家
- 1960年 - 信藤健仁、元サッカー選手
- 1960年 - エド・ソロモン、脚本家、映画監督、プロデューサー
- 1961年 - ダン・マリーノ、元アメリカンフットボール選手
- 1962年 - 松尾宗仁、ギタリスト（ZIGGY）
- 1962年 - 金井孟、実業家
- 1962年 - 岡本洋三、実業家、元さいか屋社長
- 1962年 - 泉田裕彦、政治家
- 1965年 - 小宮山悟、元プロ野球選手
- 1966年 - 酒井順子、エッセイスト
- 1966年 - 彦摩呂、タレント
- 1966年 - 深沢邦之、お笑いタレント（Take2）
- 1967年 - 武田真一、フリーアナウンサー
- 1967年 - 橋本志穂、タレント、フリーアナウンサー
- 1967年 - 栄村隆康、元プロ野球審判員
- 1968年 - 長尾美幸、キャスター
- 1968年 - 鈴木政紀、元サッカー選手
- 1968年 - 水谷雅子、モデル、タレント、実業家
- 1970年 - 弓岡真美、元タレント（元おニャン子クラブ）
- 1971年 - ウェイン・フェレイラ、プロテニス選手
- 1971年 - ジェイソン・ハートキー、元プロ野球選手
- 1971年 - 山下貴光、元騎手
- 1972年 - 深作健太、映画監督
- 1972年 - 円城塔、小説家
- 1972年 - 川村憲一、実業家
- 1972年 - 根岸麻衣子、元アナウンサー
- 1973年 - 藤谷美紀、女優
- 1973年 - 江戸清仁、俳優
- 1973年 - 三井浩二、元プロ野球選手
- 1974年 - 井浦新、俳優、ファッションモデル
- 1974年 - 倉野信次、元プロ野球選手
- 1976年 - 佐々木博史、作曲家・編曲家
- 1976年 - 西森享平、元ノルディックスキージャンプ選手
- 1976年 - ジョナサン・リーベスマン、映画監督
- 1977年 - 白井裕紀、歌手、作詞家
- 1977年 - 玉乃島新、元大相撲力士、18代年寄放駒
- 1977年 - ジェイソン・テリー、バスケットボール選手
- 1977年 - アンジェラ・アキ、歌手
- 1977年 - トム・ハーディ、俳優
- 1977年 - チママンダ・ンゴズィ・アディーチェ、作家
- 1977年 - ジュニーニョ、元サッカー選手
- 1978年 - エイドゥル・グジョンセン、サッカー選手
- 1978年 - KLUTCH、MC（ET-KING）
- 1978年 - マルコ・パンテリッチ、サッカー選手
- 1978年 - 山崎ナオコーラ、小説家
- 1979年 - 清川あさみ、アーティスト
- 1979年 - 八木沼真由子、アイドル
- 1979年 - 蓮岳大、声優
- 1979年 - Cheri、シンガーソングライター
- 1979年 - エドナ・キプラガト、陸上競技選手
- 1980年 - REDALiCE、作曲家、DJ
- 1980年 - ジョリン・ツァイ、歌手
- 1980年 - 山口義治、プロ野球審判員
- 1981年 - 佐々木貴賀、元プロ野球選手
- 1981年 - 山本聡、ギタリスト（ガガガSP）
- 1982年 - 杉森輝大、競輪選手、元スピードスケート選手
- 1982年 - 古畑勝隆、俳優
- 1982年 - 青山季可、バレリーナ
- 1982年 - 河野健一、元プロサッカー選手
- 1982年 - エジミウソン・ドス・サントス・シルバ、プロサッカー選手
- 1982年 - ドゥ・ジュアン、ファッションモデル
- 1983年 - 平田裕香（海道いちご）、女優、タレント
- 1983年 - 松本蘭、ヴァイオリニスト
- 1983年 - 正木棟馬、ミュージカル俳優
- 1983年 - 蜜山剛三、キックボクサー
- 1983年 - dEnkA、ギタリスト（KNOCK OUT MONKEY）
- 1983年 - ルーク・ホッチェバー、元プロ野球選手
- 1984年 - ヘンリー・チャールズ・アルバート・デイヴィッド、イギリス王室成員、国王チャールズ3世次男
- 1984年 - ルーク・ファンミル、プロ野球選手（+ 2019年[9]）
- 1986年 - ジェナ・マッコーケル、フィギュアスケート選手
- 1986年 - オスカー・メレンデス、プロ野球選手
- 1986年 - 番長みるく、フリーライター
- 1986年 - 樹谷奈央子、タレント、イラストレーター
- 1987年 - アリ・シッソコ、サッカー選手
- 1987年 - 上村麻衣、元バレーボール選手
- 1988年 - 花井悠希、バイオリニスト
- 1988年 - 栗山裕貴、元サッカー選手
- 1988年 - 小澤慎一朗、元お笑い芸人（元ピスタチオ）
- 1989年 - 渡辺万美、グラビアアイドル、タレント
- 1989年 - 野尻智紀、レーシングドライバー
- 1989年 - 萩原一樹、俳優
- 1990年 - 杉野拓海、空手家、空手指導者
- 1990年 - 星沢みのり、グラビアアイドル
- 1990年 - 守谷絢子、元皇族
- 1990年 - マット・シヴリー、俳優
- 1991年 - Kaede、アイドル（Negicco）
- 1991年 - 神庭亜夢、元タレント、元お笑い芸人（神庭姉妹）
- 1992年 - 小木曽汐莉、元アイドル（元SKE48）
- 1992年 - eaJ、歌手
- 1993年 - 佐藤和也、俳優
- 1993年 - アンデルソン・ロペス、サッカー選手
- 1994年 - 福永裕梨、アナウンサー
- 1994年 - 徳武竜也、元声優
- 1995年 - 與座海人、プロ野球選手
- 1995年 - ダビド・ラヤ、サッカー選手
- 1996年 - 古畑奈和、アイドル（元SKE48）
- 1996年 - 伊藤楓、フリーアナウンサー
- 1996年 - 鍋本帆乃香、元女優、元タレント
- 1997年 - 川瀬晃、プロ野球選手
- 1997年 - 山崎香佳、アナウンサー
- 1998年 - 木原瑠生[10]、俳優、歌手（劇団番町ボーイズ☆、銀河団 from 劇団番町ボーイズ☆、Love Harmony's, Inc.）
- 1999年 - 大和田南那、グラビアアイドル（元AKB48）
- 1999年 - 斉藤遥海、女優、アイドル
- 1999年 - 塩出仁美、バレーボール選手
- 2000年 - 大河内友貴、サッカー選手
- 2000年 - フィリックス、アイドル (Stray Kids)
- 2000年 - 岡野凜平、サッカー選手
- 2002年 - 葉月結菜、タレント、アイドル（いぎなり東北産）
- 2004年 - 大熊茜、サッカー選手
- 2004年 - 本間颯、陸上競技選手
- 生年不詳 - 石恵、漫画家、イラストレーター
- 生年不詳 - 新名昭彦、漫画家
- 生年不詳 - 海渡翼、声優
- 生年不詳 - 田中メイ、声優
- 生年不詳 - 椎名倫子[11]、ラジオパーソナリティ

## 忌日

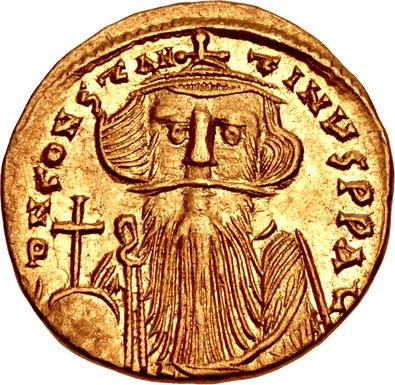
東ローマ帝国ヘラクレイオス王朝の皇帝コンスタンス2世(630-668)暗殺。

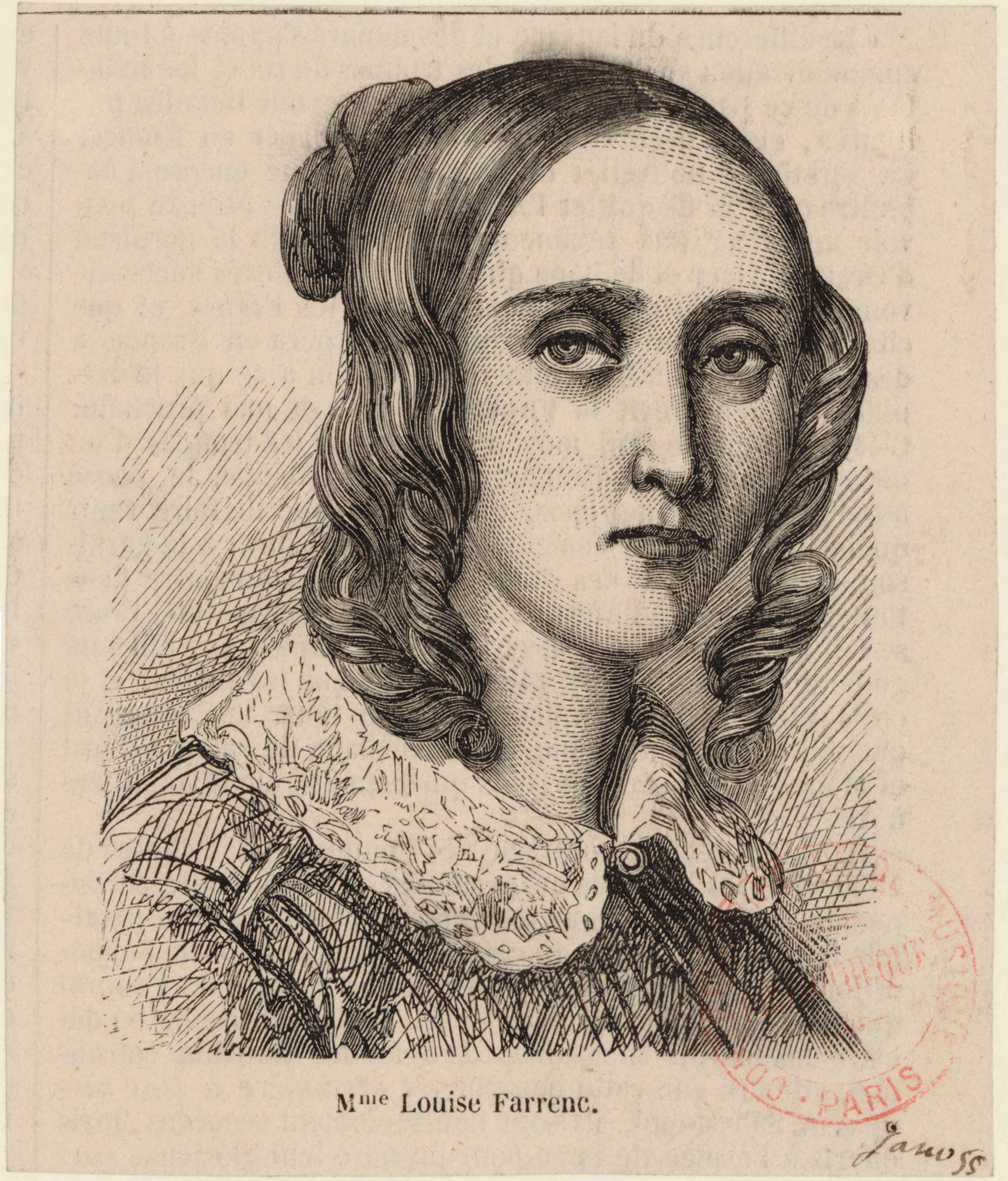
作曲家・ピアニストルイーズ・ファランク(1804-1875)没。

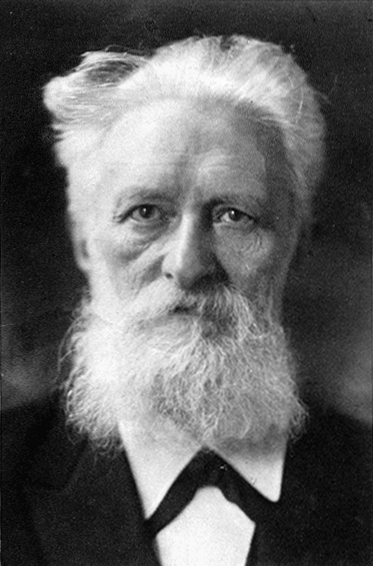
哲学者ルドルフ・クリストフ・オイケン(1846-1926)没。

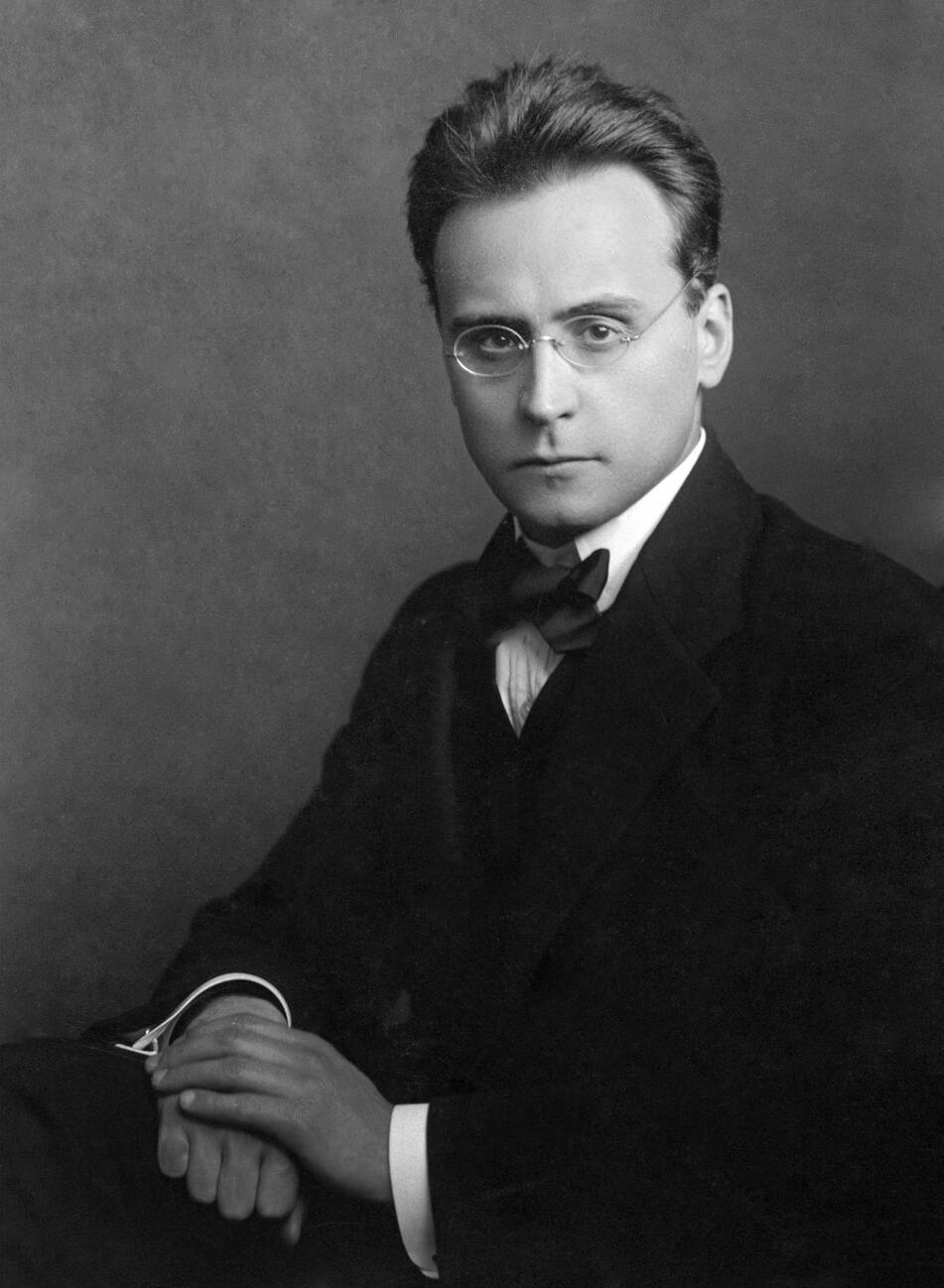
作曲家アントン・ヴェーベルン(1883-1945)没。

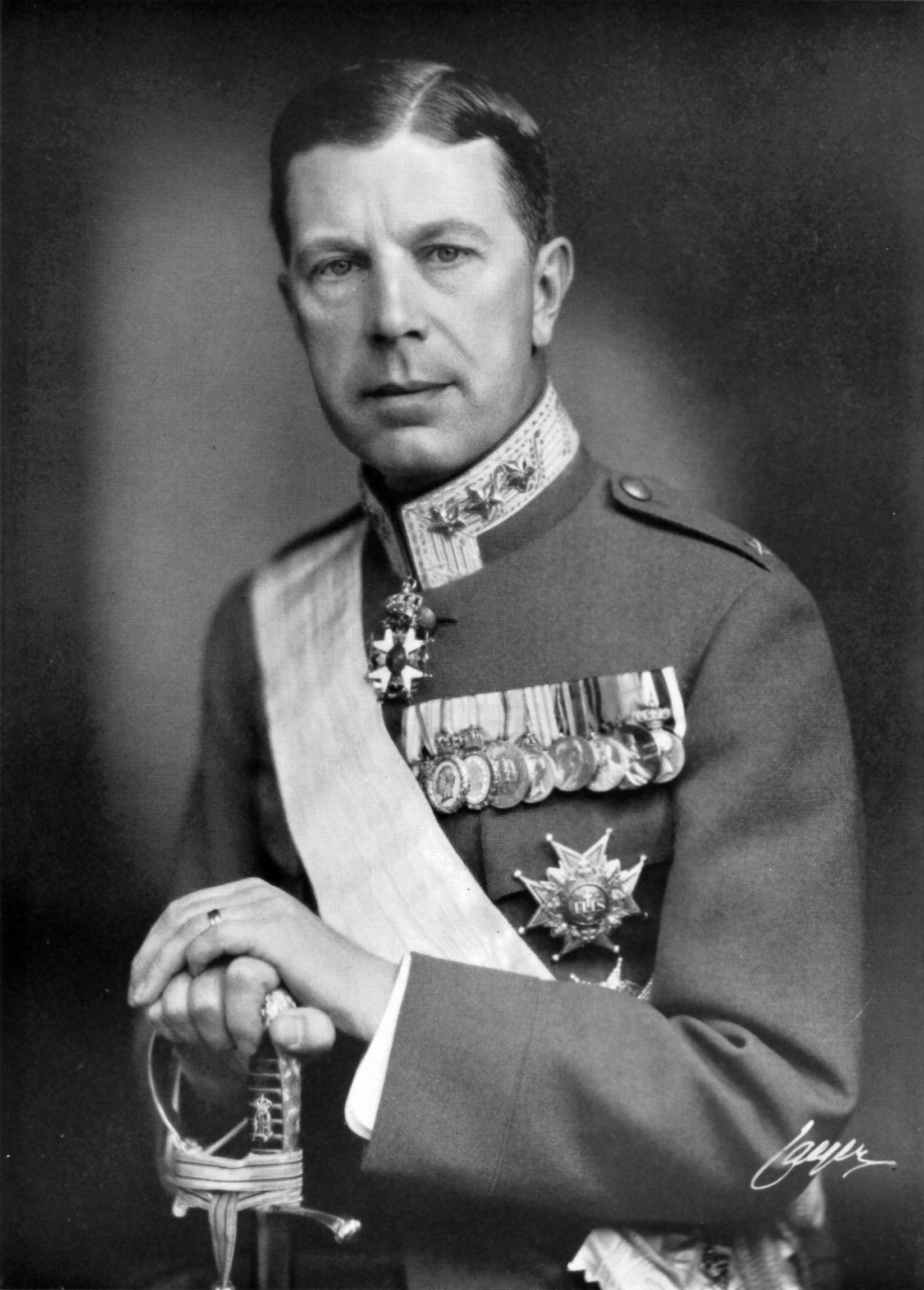
スウェーデン王グスタフ6世アドルフ(1882-1973)没。

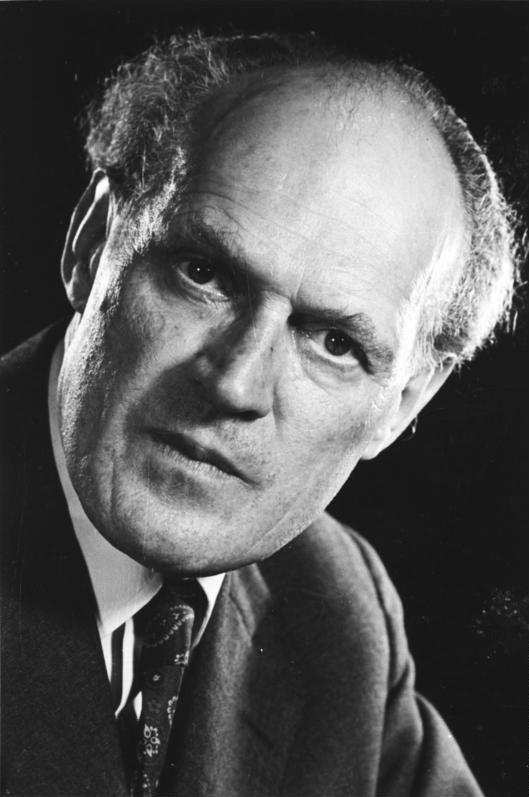
航空機設計者ウィリー・メッサーシュミット(1898-1978)没。

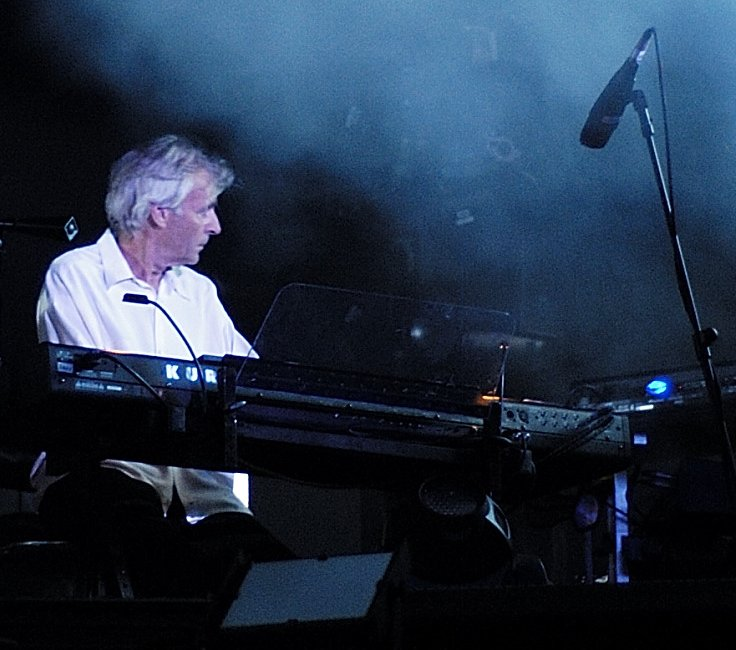
ミュージシャン、リチャード・ライト(1944-2008)没。

- 668年 - コンスタンス2世、東ローマ皇帝（* 630年）
- 1584年（天正12年8月11日） - 筒井順慶、武将（* 1549年）
- 1596年 - レオンハルト・ラウヴォルフ、医師、植物学者（* 1535年）
- 1604年（慶長9年8月22日） - 村上武吉、村上水軍の当主（* 1533年頃）
- 1649年 - フランチェスコ・ゲッシ（イタリア語版）、画家（* 1588年）
- 1713年（正徳3年7月26日） - 徳川吉通、第4代尾張藩主（* 1689年）
- 1738年（元文3年8月2日） - 上島鬼貫、俳諧師（* 1661年）
- 1784年 - ニコラ・ベルナール・レピシエ、画家（* 1735年）
- 1793年 - ヨハン・テオドール・ホルムショルド（英語版）、貴族、植物学者（* 1731年）
- 1830年 - ウィリアム・ハスキソン、政治家（* 1770年）
- 1833年 - アーサー・ハラム（英語版）、詩人（* 1811年）
- 1834年 - ウィリアム・クロウフォード、アメリカ合衆国陸軍長官・財務長官（* 1772年）
- 1842年 - ピエール・バイヨ、ヴァイオリニスト、作曲家（* 1771年）
- 1859年 - イザムバード・キングダム・ブルネル、エンジニア（* 1806年）
- 1864年 - ジョン・ハニング・スピーク、探検家（* 1827年）
- 1875年 - ルイーズ・ファランク、作曲家、ピアニスト、女性初のパリ音楽院教授（* 1804年）
- 1883年 - ジョゼフ・プラトー、物理学者（* 1801年）
- 1885年 - ユリウシュ・ザレンプスキ、ピアニスト、作曲家（* 1854年）
- 1913年 - ヴァーンベーリ・アールミン、旅行家、東洋学者（* 1832年）
- 1924年 - ヴィルヘルム・ルー、発生学者（* 1850年）
- 1924年 - フランク・チャンス、プロ野球選手（* 1877年）
- 1926年 - ルドルフ・クリストフ・オイケン、哲学者（* 1846年）
- 1945年 - リヒャルト・プファイファー、医師、微生物学者 （* 1858年）
- 1945年- アントン・ヴェーベルン、作曲家（* 1883年）
- 1945年 - ハリー・ダリアン、物理学者（* 1921年）
- 1953年 - エーリヒ・メンデルゾーン、建築家（* 1887年）
- 1958年 - スナッフィー・スターンワイス（英語版）、プロ野球選手（* 1918年）
- 1960年 - カルロス・パオレーラ、都市計画家（* 1890年）
- 1960年 - エドワード・ジェームズ・ラペルト（英語版）、米国空軍軍人、UFO命名者（* 1923年）
- 1964年 - アルフレッド・ブラロック（英語版）、外科医（* 1899年）
- 1971年 - ジョン・デスモンド・バナール、分子生物学者（* 1901年）
- 1973年 - グスタフ6世アドルフ、スウェーデン国王（* 1882年）
- 1973年 - 松方三郎、登山家、ジャーナリスト、第6代ボーイスカウト日本連盟総長、共同通信社専務理事、東京ロータリークラブ会長（* 1899年）
- 1974年 - 有島生馬、画家（* 1882年）
- 1976年 - 田中精一、経済学者（* 1908年）
- 1978年 - ウィリー・メッサーシュミット、航空機技術者（* 1898年）
- 1978年 - 波多野勤子、心理学者（* 1905年）
- 1979年 - 23代田部長右衛門、実業家、政治家、元島根県知事、田部美術館設立者（* 1906年）
- 1980年 - ビル・エヴァンス、ジャズピアニスト（* 1929年）
- 1982年 - 生田宏一、政治家（* 1905年）
- 1986年 - ヴァージニア・グレッグ（英語版）、女優（* 1916年）
- 1986年 - 坂本藤良、経営学者、評論家（* 1926年）
- 1987年 - 西村英一、政治家（* 1897年）
- 1990年 - エドウィン・アラン・ライトナー、外交官（* 1907年）
- 1990年 - 土門拳、写真家（* 1909年）
- 1990年 - 山根寿子、女優（* 1921年）
- 1995年 - グンナー・ノルダール、サッカー選手、指導者（* 1921年）
- 1995年 - 渡辺美智雄、政治家（* 1923年）
- 1998年 - 大塚勝夫、経済学者（* 1944年）
- 1999年 - 新井恒易、民俗学者、教育評論家（* 1912年）
- 2000年 - 三國一朗、放送タレント、エッセイスト、俳優（* 1921年）
- 2004年 - ジョニー・ラモーン、ギタリスト（* 1948年）
- 2005年 - シドニー・ラフト（英語版）、映画プロデューサー（* 1915年）
- 2006年 - デイヴィッド・ソレソン・リッケン（英語版）、行動遺伝学者（* 1928年）
- 2006年 - オリアーナ・ファラーチ、ジャーナリスト、作家（* 1929年）
- 2006年 - チャールズ・ルイス・グラント（英語版）、小説家（* 1942年）
- 2007年 - コリン・マクレー、ラリードライバー（* 1968年）
- 2008年 - 松林豊、阪神タイガース私設応援団初代団長（* 1925年）
- 2008年 - リチャード・ライト、キーボーディスト（ピンク・フロイド）（* 1944年）
- 2009年 - 蕭向前、外交官、中日友好協会副会長（* 1918年）
- 2009年 - レオン・アイゼンバーグ（英語版）、児童・社会精神科医、医療教育者（* 1922年)
- 2010年 - 田辺秀雄、音楽評論家（* 1913年)
- 2011年 - レギナ・スメンジャンカ、ピアニスト（* 1924年）
- 2011年 - 和達三樹、物理学者、東京大学名誉教授（* 1945年）
- 2012年 - 本間長世、政治学者、思想史家（* 1929年）
- 2012年 - ジェイムズ・"シュガー・ボーイ"・クロフォード、R&B歌手、ピアノ奏者（* 1934年）
- 2013年 - 加藤博二、将棋棋士（* 1923年）
- 2013年 - 鈴木がんま、漫画家（* 1963年）
- 2014年 - 秋山巌、版画家（* 1921年）
- 2014年 - 中西敏夫、薬剤師、第23代日本薬剤師会会長（* 1936年）
- 2014年 - ユルク・シュービガー、児童文学作家（* 1936年）
- 2014年 - 野崎満、実業家、元常磐交通自動車会長（* 1941年）
- 2014年 - 桜庭伸幸、作曲家、編曲家（* 1945年）
- 2015年 - 庄司永建、俳優（* 1923年）
- 2016年 - 峯岸孝哉、仏教学者、駒澤大学名誉教授（* 1933年）
- 2016年 - 流敏晴、プロ野球選手（* 1948年）
- 2017年 - ヴァイオレット・ブラウン、長寿世界一（* 1900年）
- 2017年 - 高岡重蔵、活版印刷技師、嘉瑞工房元社長（* 1921年）
- 2017年 - ハリー・ディーン・スタントン、俳優（* 1926年）
- 2017年 - 飯田明弘、調教師（* 1946年）
- 2018年 - 樹木希林、女優（* 1943年）
- 2018年 - 安斎勝洋、占い師（姓名判断）、風水師（* 1945年）
- 2019年 - ヘザー・アシュトン、医学者、医師（* 1929年）
- 2019年 - リック・オケイセック、ミュージシャン（* 1944年）
- 2019年 - 鈴木エドワード、建築家（* 1947年）
- 2020年 - ヤン・クレンツ、指揮者、作曲家（* 1926年）
- 2020年 - ムーサ・トラオレ、政治家、第2代マリ共和国大統領（* 1936年）
- 2020年 - 黒田真二[12]、プロ野球選手（* 1958年）
- 2020年 - 川村隆史[13]、アスレティックトレーナー、プロ野球コーチ（* 1965年）
- 2020年 - パット・スマレン、騎手（* 1977年）
- 2021年 - 深見けん二、俳人（* 1922年）
- 2021年 - 平山智、プロ野球選手、スカウト（* 1930年）
- 2022年 - イェルク・フェルバー、指揮者（* 1929年）
- 2022年 - 三遊亭圓窓 (6代目)、落語家（* 1940年）
- 2022年 - ソール・クリプキ、哲学者、論理学者（* 1940年）
- 2023年 - フェルナンド・ボテロ、画家、彫刻家（* 1932年）
- 2023年 - 土田よしこ、漫画家（* 1948年）
- 2023年 - 佐々木昭雄、ジャズ・オルガニスト（* 1950年）
- 2023年 - ビリー・ミラー、俳優（* 1979年）
- 2024年 - 岩井良明、実業家、株式会社MONOLITH Japan代表取締役会長（* 1960年）

## 記念日・年中行事

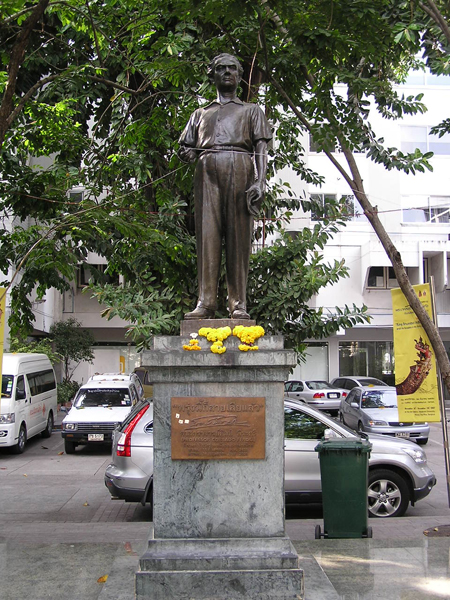
彫刻家シン・ピーラシー(1892-1962)誕生

- 国際民主主義デー
- エンジニアの日（英語版）（ インド）
インドの工学者モークシャグンダム・ヴィシュヴェーシュヴァライヤの誕生日。
- 独立記念日（ コスタリカ・ グアテマラ・ ホンジュラス・ ニカラグア・ エルサルバドル）
1821年に各国がスペインから独立した日。
- プリモルスカ統合記念日（ スロベニア）
1920年にイタリア領（ヴェネツィア・ジュリア）となったプリモルスカ地方がユーゴスラビア（当時）に再編入された日。
- シン・ピーラシーの日（ タイ）
イタリア出身で後にタイに帰化した彫刻家で、「タイ近代美術の父」と呼ばれるシン・ピーラシーの誕生日。
- 敬老の日（ 日本、1966年 - 2003年・2008年・2014年・2025年）※2003年から9月第3月曜日
- 老人の日（ 日本、1964年、1965年、2003年 - ）
国民の間に広く老人の福祉についての関心と理解を深めるとともに、老人に対し自らの生活の向上に努める意欲を促す日。敬老の日が祝日法の改正で9月15日から毎年9月の第3月曜日に変更されたことに伴い、それまでの敬老の日を記念日として残すために制定された（ハッピーマンデーが適用された初年の2003年のように、従前の9月15日が第3月曜日になる場合あり）。なお、敬老の日として国民の祝日となる以前の9月15日は、1963年までは「としよりの日」、1964年と1965年は「老人の日」という名称の記念日であった。
- ひじきの日（ 日本）
日本ひじき協会が制定。昔からひじきを食べると長生きをすると言われていることから、当時「敬老の日」であったこの日を記念日とした。
- 大阪寿司の日（ 日本）
関西厚焼工業組合が制定。押し寿司などの大阪寿司は生魚を使わないことからお年寄りにも安全・安心であるとして、長らく「敬老の日」であったこの日を記念日とした。
- スカウトの日（ 日本）
1974年に5月5日を含む日を「スカウト週間」として制定。1990年に「スカウト奉仕の日」に改称して9月15日に変更し、1991年に現在の「スカウトの日」に再度改称した。全国のボーイスカウト、ガールスカウトなどが奉仕活動を展開する日。
- ニュータウンの日（ 日本）
1962年のこの日、大阪府の千里丘陵に建てられた日本初の大規模ニュータウン「千里ニュータウン」の入居が始めて行われたとして、一般財団法人千里パブリックデザインが制定[14]。